# Чилі на літніх Олімпійських іграх 2016
Чилі на літніх Олімпійських іграх 2016 були представлені 42 спортсменами в 16 видах спорту. Жодної медалі олімпійці Чилі не завоювали.

## Спортсмени
| Дисципліна            | Чоловіки | Жінки | Разом |
| --------------------- | -------- | ----- | ----- |
| Стрільба з лука       | 1        | 0     | 1     |
| Легка атлетика        | 5        | 5     | 10    |
| Велоспорт             | 1        | 1     | 2     |
| Кінний спорт          | 1        | 0     | 1     |
| Гольф                 | 1        | 0     | 1     |
| Гімнастика            | 1        | 1     | 2     |
| Дзюдо                 | 0        | 1     | 1     |
| Академічне веслування | 2        | 2     | 4     |
| Вітрильний спорт      | 5        | 4     | 9     |
| Стрільба              | 0        | 1     | 1     |
| Плавання              | 1        | 1     | 2     |
| Тхеквондо             | 1        | 0     | 1     |
| Теніс                 | 2        | 0     | 2     |
| Тріатлон              | 0        | 1     | 1     |
| Волейбол              | 0        | 2     | 2     |
| Важка атлетика        | 1        | 1     | 2     |
| Разом                 | 22       | 20    | 42    |

## Стрільба з лука
| Спортсмен    | Дисципліна                        | Попередній раунд | Попередній раунд | 1/32 фіналу                    | 1/16 фіналу          | 1/8 фіналу               | Чвертьфінали       | Півфінали          | Фінал / БМ         | Фінал / БМ      |
| Спортсмен    | Дисципліна                        | Результат        | Сіяний           | Суперник Результат             | Суперник Результат   | Суперник Результат       | Суперник Результат | Суперник Результат | Суперник Результат | Місце           |
| ------------ | --------------------------------- | ---------------- | ---------------- | ------------------------------ | -------------------- | ------------------------ | ------------------ | ------------------ | ------------------ | --------------- |
| Рікардо Сото | індивідуальна першість (чоловіки) | 675              | 13               | Прилепов (BLR) W 5 (29)–5 (27) | Олівейра (BRA) W 7–1 | van den Berg (NED) L 5–6 | Завершив виступ    | Завершив виступ    | Завершив виступ    | Завершив виступ |

## Легка атлетика
Легенда
- Note – для трекових дисциплін місце вказане лише для забігу, в якому взяв участь спортсмен
- Q = пройшов у наступне коло напряму
- q = пройшов у наступне коло за добором (для трекових дисциплін - найшвидші часи серед тих, хто не пройшов напряму; для технічних дисциплін - увійшов до визначеної кількості фіналістів за місцем якщо напряму пройшло менше спортсменів, ніж визначена кількість)
- NR = Національний рекорд
- N/A = Коло відсутнє у цій дисципліні
- Bye = спортсменові не потрібно змагатися у цьому колі

Трекові і шосейні дисципліни
Чоловіки
| Спортсмен       | Дисципліна      | Фінал     | Фінал |
| Спортсмен       | Дисципліна      | Результат | Місце |
| --------------- | --------------- | --------- | ----- |
| Віктор Аравена  | Марафон         | 2:17:49   | 42    |
| Едвард Арая     | ходьба на 50 км | DSQ       | DSQ   |
| Єрко Арая       | ходьба на 20 км | 1:22:23   | 25    |
| Даніель Естрада | Марафон         | 2:25:33   | 98    |
| Енцо Яньєс      | Марафон         | 2:27:47   | 108   |

Жінки
| Спортсменка     | Дисципліна | Попередній забіг | Попередній забіг | Півфінал         | Півфінал         | Фінал            | Фінал            |
| Спортсменка     | Дисципліна | Результат        | Місце            | Результат        | Місце            | Результат        | Місце            |
| --------------- | ---------- | ---------------- | ---------------- | ---------------- | ---------------- | ---------------- | ---------------- |
| Ісідора Хіменес | 200 м      | 23.29            | 5                | Завершила виступ | Завершила виступ | Завершила виступ | Завершила виступ |
| Еріка Олівера   | Марафон    | Н/Д              | Н/Д              | Н/Д              | Н/Д              | 2:50:29          | 105              |
| Наталія Ромеро  | Марафон    | Н/Д              | Н/Д              | Н/Д              | Н/Д              | 3:01:29          | 123              |

Технічні дисципліни
| Спортсмен      | Дисципліна             | Кваліфікація       | Кваліфікація | Фінал              | Фінал            |
| Спортсмен      | Дисципліна             | Результат у метрах | Місце        | Результат у метрах | Місце            |
| -------------- | ---------------------- | ------------------ | ------------ | ------------------ | ---------------- |
| Наталя Дуко    | штовхання ядра (жінки) | 18.18              | 9 q          | 18.07              | 10               |
| Карен Гальярдо | метання диска (жінки)  | 57.81              | 18           | Завершила виступ   | Завершила виступ |

## Велоспорт

### Шосе
| Спортсмен                 | Дисципліна                       | Час           | Місце         |
| ------------------------- | -------------------------------- | ------------- | ------------- |
| Хосе Луїс Родрігес Агілар | Групова шосейна гонка (чоловіки) | Не фінішував  | Не фінішував  |
| Паола Муньйос             | групова шосейна гонка (жінки)    | Не фінішувала | Не фінішувала |

## Кінний спорт

### Триборство
| Спортсмен    | Кінь  | Дисципліна    | Виїздка      | Виїздка | Крос         | Крос    | Крос  | Конкур       | Конкур       | Конкур       | Конкур          | Конкур          | Конкур          | Загалом      | Загалом |
| Спортсмен    | Кінь  | Дисципліна    | Виїздка      | Виїздка | Крос         | Крос    | Крос  | Кваліфікація | Кваліфікація | Кваліфікація | Фінал           | Фінал           | Фінал           | Загалом      | Загалом |
| Спортсмен    | Кінь  | Дисципліна    | Штрафні очки | Місце   | Штрафні очки | Загалом | Місце | Штрафні очки | Загалом      | Місце        | Штрафні очки    | Загалом         | Місце           | Штрафні очки | Місце   |
| ------------ | ----- | ------------- | ------------ | ------- | ------------ | ------- | ----- | ------------ | ------------ | ------------ | --------------- | --------------- | --------------- | ------------ | ------- |
| карлос Лобос | Ranco | Індивідуальні | 49.30        | 40      | 42.80        | 92.10   | 30    | 4.00         | 96.10        | 29           | Завершив виступ | Завершив виступ | Завершив виступ | 96.10        | 29      |

## Гольф
| Спортсмен     | Дисципліна | Раунд 1   | Раунд 2   | Раунд 3   | Раунд 4   | Загалом   | Загалом | Загалом |
| Спортсмен     | Дисципліна | Результат | Результат | Результат | Результат | Результат | Пар     | Місце   |
| ------------- | ---------- | --------- | --------- | --------- | --------- | --------- | ------- | ------- |
| Феліпе Агілар | чоловіки   | 71        | 71        | 75        | 68        | 285       | +1      | =39     |

## Гімнастика

### Спортивна гімнастика
Чоловіки
| Спортсмен       | Дисципліна | Кваліфікація   | Кваліфікація  | Кваліфікація | Кваліфікація | Кваліфікація | Кваліфікація | Кваліфікація | Кваліфікація | Фінал  | Фінал  | Фінал           | Фінал           | Фінал           | Фінал           | Фінал           | Фінал           |                 |                 |
| Спортсмен       | Дисципліна | Вправа         | Вправа        | Вправа       | Вправа       | Вправа       | Вправа       | Загалом      | Місце        | Вправа | Вправа | Вправа          | Вправа          | Вправа          | Вправа          | Загалом         | Місце           |                 |                 |
| --------------- | ---------- | -------------- | ------------- | ------------ | ------------ | ------------ | ------------ | ------------ | ------------ | ------ | ------ | --------------- | --------------- | --------------- | --------------- | --------------- | --------------- | --------------- | --------------- |
| Спортсмен       | Дисципліна | Томас Гонсалес | Вільні вправи | 15.066       | Н/Д          | Н/Д          | Н/Д          | Н/Д          | Н/Д          | 15.066 | 14     | Завершив виступ | Завершив виступ | Завершив виступ | Завершив виступ | Завершив виступ | Завершив виступ | Завершив виступ | Завершив виступ |
| опорний стрибок | Н/Д        | Н/Д            | Н/Д           | 15.149       | Н/Д          | Н/Д          | 15.149       | 8 Q          | Н/Д          | Н/Д    | Н/Д    | 15.137          | Н/Д             | Н/Д             | 15.137          | 7               |                 |                 |                 |

Жінки
| Спортсменка | Дисципліна | Кваліфікація  | Кваліфікація       | Кваліфікація | Кваліфікація | Кваліфікація | Кваліфікація | Фінал  | Фінал  | Фінал  | Фінал  | Фінал   | Фінал |                  |                  |                  |                  |                  |                  |
| Спортсменка | Дисципліна | Вправа        | Вправа             | Вправа       | Вправа       | Загалом      | Місце        | Вправа | Вправа | Вправа | Вправа | Загалом | Місце |                  |                  |                  |                  |                  |                  |
| ----------- | ---------- | ------------- | ------------------ | ------------ | ------------ | ------------ | ------------ | ------ | ------ | ------ | ------ | ------- | ----- | ---------------- | ---------------- | ---------------- | ---------------- | ---------------- | ---------------- |
| Спортсменка | Дисципліна | Сімона Кастро | Абсолютна першість | 13.733       | 12.833       | Загалом      | Місце        | 13.000 | 11.833 | 51.399 | 52     | Загалом | Місце | Завершила виступ | Завершила виступ | Завершила виступ | Завершила виступ | Завершила виступ | Завершила виступ |

## Дзюдо
| Спортсмен      | Категорія           | 1/32 фіналу           | 1/16 фіналу              | 1/8 фіналу         | Чвертьфінали       | Півфінали          | Втішний поєдинок   | Фінал / БМ         | Фінал / БМ      |
| Спортсмен      | Категорія           | Суперник Результат    | Суперник Результат       | Суперник Результат | Суперник Результат | Суперник Результат | Суперник Результат | Суперник Результат | Місце           |
| -------------- | ------------------- | --------------------- | ------------------------ | ------------------ | ------------------ | ------------------ | ------------------ | ------------------ | --------------- |
| Томас Брісеньо | до 90 кг (чоловіки) | Халаф (JOR) W 011–000 | Gwak D-h (KOR) L 000–100 | Завершив виступ    | Завершив виступ    | Завершив виступ    | Завершив виступ    | Завершив виступ    | Завершив виступ |

## Академічне веслування
| Спортсмен                        | Дисципліна                          | Заїзди  | Заїзди | Втішний заплив | Втішний заплив | Півфінали | Півфінали | Фінал   | Фінал |
| Спортсмен                        | Дисципліна                          | Час     | Місце  | Час            | Місце          | Час       | Місце     | Час     | Місце |
| -------------------------------- | ----------------------------------- | ------- | ------ | -------------- | -------------- | --------- | --------- | ------- | ----- |
| Феліпе Карденас Бернардо Герреро | Парні двійки, легка вага (чоловіки) | 6:38.95 | 3 R    | 7:11.38        | 4 SC/D         | 7:24.71   | 3 FC      | 6:47.67 | 17    |
| Меліта Абрахам Хосефа Віла       | Парні двійки, легка вага (жінки)    | 7:20.63 | 4 R    | 8:11.97        | 4 SC/D         | 8:20.26   | 3 FC      | 7:46.99 | 17    |

Пояснення до кваліфікації: FA=Фінал A (за медалі); FB=Фінал B (не за медалі); FC=Фінал C (не за медалі); FD=Фінал D (не за медалі); FE=Фінал E (не за медалі); FF=Фінал F (не за медалі); SA/B=Півфінали A/B; SC/D=Півфінали C/D; SE/F=Півфінали E/F; QF=Чвертьфінали; R=Потрапив у втішний заплив

## Вітрильний спорт
Чоловіки
| Спортсмен                        | Дисципліна | Заплив | Заплив | Заплив | Заплив | Заплив | Заплив | Заплив | Заплив | Заплив | Заплив | Заплив | Заплив | Заплив | Очки | Підсумкове місце |
| Спортсмен                        | Дисципліна | 1      | 2      | 3      | 4      | 5      | 6      | 7      | 8      | 9      | 10     | 11     | 12     | M*     | Очки | Підсумкове місце |
| -------------------------------- | ---------- | ------ | ------ | ------ | ------ | ------ | ------ | ------ | ------ | ------ | ------ | ------ | ------ | ------ | ---- | ---------------- |
| Матіас дель Солар                | Лазер      | 22     | 35     | 22     | 32     | 35     | 24     | 34     | 33     | 24     | 12     | Н/Д    | Н/Д    | EL     | 238  | 30               |
| Andrés Ducasse Франсіско Дукассе | 470        | 24     | 22     | 24     | 20     | 18     | 4      | 23     | 25     | 23     | 14     | Н/Д    | Н/Д    | EL     | 172  | 24               |
| Benjamín Grez Крістобаль Грес    | 49er       | 12     | 18     | 15     | 19     | 18     | 21     | 7      | 20     | 21     | 14     | 12     | 15     | EL     | 171  | 20               |

Жінки
| Спортсменка                    | Дисципліна | Заплив | Заплив | Заплив | Заплив | Заплив | Заплив | Заплив | Заплив | Заплив | Заплив | Заплив | Заплив | Заплив | Очки | Підсумкове місце |
| Спортсменка                    | Дисципліна | 1      | 2      | 3      | 4      | 5      | 6      | 7      | 8      | 9      | 10     | 11     | 12     | M*     | Очки | Підсумкове місце |
| ------------------------------ | ---------- | ------ | ------ | ------ | ------ | ------ | ------ | ------ | ------ | ------ | ------ | ------ | ------ | ------ | ---- | ---------------- |
| Надья Хорвіц Sofía Middleton   | 470        | 9      | 11     | 18     | 16     | 10     | 2      | 10     | 11     | 16     | 15     | Н/Д    | Н/Д    | EL     | 100  | 11               |
| Аранца Гумучіо Бегонья Гумучіо | 49erFX     | 16     | 14     | 18     | 14     | 15     | 19     | 12     | 14     | 17     | 17     | 15     | 16     | EL     | 168  | 18               |

M = Медальний заплив; EL = Вибув – не потрапив до медального запливу

## Стрільба
| Спортсмен          | Дисципліна   | Кваліфікація | Кваліфікація | Півфінал         | Півфінал         | Фінал            | Фінал            |
| Спортсмен          | Дисципліна   | Очки         | Місце        | Очки             | Місце            | Очки             | Місце            |
| ------------------ | ------------ | ------------ | ------------ | ---------------- | ---------------- | ---------------- | ---------------- |
| Франциска Кроветто | скит (жінки) | 62           | 19           | Завершила виступ | Завершила виступ | Завершила виступ | Завершила виступ |

Пояснення до кваліфікації: Q = Пройшов у наступне коло; q = Кваліфікувався щоб змагатись у поєдинку за бронзову медаль

## Плавання
| Спортсмен       | Дисципліна                            | Попередній заплив | Попередній заплив | Фінал            | Фінал            |
| Спортсмен       | Дисципліна                            | Час               | Місце             | Час              | Місце            |
| --------------- | ------------------------------------- | ----------------- | ----------------- | ---------------- | ---------------- |
| Феліпе Тапія    | 1500 метрів вільним стилем (чоловіки) | 16:02.44          | 45                | Завершив виступ  | Завершив виступ  |
| Крістель Кебріх | 400 метрів вільним стилем (жінки)     | 4:16.07           | 24                | Завершила виступ | Завершила виступ |
| Крістель Кебріх | 800 метрів вільним стилем (жінки)     | 8:34.34           | 17                | Завершила виступ | Завершила виступ |

## Тхеквондо
| Спортсмен       | Категорія           | 1/8 фіналу               | Чвертьфінали       | Півфінали          | Втішний поєдинок   | Фінал / БМ         | Фінал / БМ      |
| Спортсмен       | Категорія           | Суперник Результат       | Суперник Результат | Суперник Результат | Суперник Результат | Суперник Результат | Місце           |
| --------------- | ------------------- | ------------------------ | ------------------ | ------------------ | ------------------ | ------------------ | --------------- |
| Ігнасіо Моралес | до 68 кг (чоловіки) | Тазеґюл (TUR) L 1–14 PTG | Завершив виступ    | Завершив виступ    | Завершив виступ    | Завершив виступ    | Завершив виступ |

## Теніс
| Спортсмен                    | Дисципліна               | 1/16 фіналу                    | 1/8 фіналу         | Чвертьфінали       | Півфінали          | Фінал / БМ         | Фінал / БМ      |
| Спортсмен                    | Дисципліна               | Суперник Результат             | Суперник Результат | Суперник Результат | Суперник Результат | Суперник Результат | Місце           |
| ---------------------------- | ------------------------ | ------------------------------ | ------------------ | ------------------ | ------------------ | ------------------ | --------------- |
| Julio Peralta Hans Podlipnik | Парний розряд (чоловіки) | Джонсон / Сок (USA) L 2–6, 2–6 | Завершив виступ    | Завершив виступ    | Завершив виступ    | Завершив виступ    | Завершив виступ |

## Тріатлон
| Спортсмен            | Дисципліна | Плавання, 1,5 км | Перехід 1 | Велосипед, 40 км | Перехід 2 | Біг, 10 км | Загалом Time | Місце |
| -------------------- | ---------- | ---------------- | --------- | ---------------- | --------- | ---------- | ------------ | ----- |
| Барбара Ріверос Діас | жінки      | 19:13            | 0:52      | 1:01:24          | 0:39      | 35:21      | 1:57:29      | 5     |

## Волейбол

### Пляжний
| Спортсмен                       | Дисципліна | Груповий етап | Місце | 1/8 фіналу         | Чвертьфінали       | Півфінали          | Фінал / БМ         | Фінал / БМ      |
| Спортсмен                       | Дисципліна | Суперник Результат | Місце | Суперник Результат | Суперник Результат | Суперник Результат | Суперник Результат | Місце           |
| ------------------------------- | ---------- | --- | ----- | ------------------ | ------------------ | ------------------ | ------------------ | --------------- |
| Естебан Грімальт Марко Грімальт | Чоловіки   | Pool E Нуммердор – Варенгорст (NED) L 0 – 2 (16–21, 13–21) Красильников – Семенов (RUS) L 0 – 2 (17–21, 14–21) Фіялек – Прудель (POL) L 1 – 2 (13–21, 21–16, 9–15) | 4     | Завершив виступ    | Завершив виступ    | Завершив виступ    | Завершив виступ    | Завершив виступ |

## Важка атлетика
| Спортсмен              | Категорія           | Ривок     | Ривок | Поштовх   | Поштовх | Загалом | Місце |
| Спортсмен              | Категорія           | Результат | Місце | Результат | Місце   | Загалом | Місце |
| ---------------------- | ------------------- | --------- | ----- | --------- | ------- | ------- | ----- |
| Хуліо Акоста           | до 62 кг (чоловіки) | 120       | 10    | 146       | 11      | 266     | 11    |
| Марія Фернанда Вальдес | до 75 кг (жінки)    | 107       | =6    | 135       | =6      | 242     | 7     |